# ソーシャル・ジャスティス・ウォリアー
ソーシャル・ジャスティス・ウォリアー（英: social justice warrior、略称 : SJW、直訳すると「社会正義戦士」）は、フェミニズム、人権（市民権）、文化多様性、アイデンティティ・ポリティクスなど様々な社会進歩的な考え方を拡散しようとする人を指し示す言葉である。軽蔑的なニュアンスが色濃い。
この言葉は20世紀後半に使われ始めたといわれる。当時は「社会正義の実現を目指す人々」を指し、中立的どころかむしろ肯定的な用語であったが、Twitterで2011年に初めて使われた時には、圧倒的にネガティブな表現になっていた。ネガティブな使われ方は女性嫌悪的なゲーマーゲート集団嫌がらせ事件を機に多くなり、特に「リベラリズムや文化的包摂主義、フェミニズム、ポリティカル・コレクトネス的とみなされた考え方を広める人」を指し示す言葉になった。すなわち、誰かをソーシャル・ジャスティス・ウォリアーと名指すことは、その人に対して「深く社会に根差した信念体系よりも個人的な物差しを優先し、不誠実な議論をしている」という意味合いがある。
この言葉はサブカルチャー界隈に浸透し、2014年にはパロディ的なロールプレイングゲームである「ソーシャル・ジャスティス・ウォリアーズ」までリリースされた。

## 歴史

### 起源
1824年まで遡れば「ソーシャル・ジャスティス」（社会正義）はもともと社会全体を貫く正義を指す言葉であった。1990年代初めから2000年代の初めにも、ソーシャル・ジャスティス・ウォリアーはまだ中立的な言葉であり、むしろ賛辞でさえあった。例えば1991年のモントリオール・ガゼット紙に例を引くと、地元開催の音楽インベントに関して次のような記事が掲載されている。
〔ケベック出身のギタリスト、ルネ・〕リュシエはケベック人の気持ちをのせた野心的な一曲「Le Trésor de la Langue」〔言葉の宝庫〕を世界で初上演する。この曲ではシャルル・ド・ゴールやケベック人の民族主義者であり社会正義の闘士〔ソーシャル・ジャスティス・ウォリアー〕、マイケル・カートランドの言葉がサウンドバイトとして現代音楽的な即興演奏に重ねられている〔〕内は引用者による補足・強調
オックスフォード大学出版局の米語辞典編集長キャサリン・マーティンは、2015年に「私が今まで見てきたのは、ごく最近のものを除けば、すべて人をかつぎあげる用例だけだ」と発言している。この時点でオックスフォード英語辞典は、この言葉の最初期の用例について全面的な調査は行っていなかったが、同年8月に、ソーシャル・ジャスティス・ウォリアーは他の新語とともにオックスフォード英語辞典に収録された。マーティンは「いままで正当と思われていたもの〔進歩的な政治的活動〕が、自分たちの言論活動に対する取り締まりと受け取った人によるバックラッシュを受けた」と語っている。

### ネガティブなニュアンス
マーティンによれば、もともと肯定的だったこの言葉が圧倒的にネガティブになったのは2011年前後にTwitter上で侮辱的な使い方をされてからである。Urban Dictionaryに登録されたのもこの年だ。2014年のゲーマーゲート論争では、参加者が思想的に対立する側を表現する言葉として採用し、一気にネガティブな表現として浸透した。インターネットおよびビデオ・ゲームを取り巻く英語圏のカルチャーにおいて、ソーシャル・ジャスティス・ウォリアーという言葉はゲーマーゲート論争と結びつけられてさらに広まり、ひいてはヒューゴー賞をめぐる2015年の「サッド・パピーズ」運動に代表されるカルチャー・ウォーの副産物とみなされた。この言葉は主にTwitterのほかReddit、 4chan、YouTubeなどのウェブサイトで侮辱的な使われ方をしている。
「ソーシャル・ジャスティス・ウォリアー」はインターネットにおけるフェミニズム批判において特によく使われている。スコット・セリスカーが「ニュー・リテラリー・ヒストリー」誌に書いているが「〔言論フォーラムの参加者は〕『ソーシャル・ジャスティス・ウォリアー』に分類されるとみなした人間に対して批判的であることが多い。この分類はつまり、不合理で、聖人を気取り、先入観にとらわれ、自己権力の拡大に腐心するというステレオタイプ的なフェミニストである」。
この言葉は、そう言われた人の行動原理が「社会に深く根差した信念体系ではなく個人的な物差し」に基づいていることを揶揄することで、その人を萎縮させる意図があるとも言われる。そのネガティブなニュアンスは主として、社会進歩主義、文化包摂主義、フェミニズムを支持し、それを広める人へ向けられる。また個人的に評価されるために社会正義に関して不誠実な議論や行動をしている、という含みもある。アレグラ・リンゴはヴァイスに次のように書いている。「言い方を変えれば、ソーシャル・ジャスティス・ウォリアーは確固たるプリンシパル〔規範・信条〕を持たずに、取り繕っているだけということだ。ここで問題になるのが、これは現実に誰かをカテゴライズする言葉ではないということである。この言葉を使えば簡単に社会正義を掲げる人をけなすことのできるというだけだ」。
エリザベス・ノーラン・ブラウンはリーズン誌に寄稿した記事で「ソーシャル・ジャスティス」の支持者の類型を示そうとした。彼女によれば「右であろうと左であろうと、何かに憤っていて、被害者意識があり、人をいじめたりする悪い人間のように相手を演出し、自分たちの側が正当性なく抑圧されているかのように言うという共通点がそこにはある」という。ヴァイスの記者、クリントン・グウェンは、このソーシャル・ジャスティスに身をゆだねたTumblrユーザーの背景にある攻撃的な行動を分析する記事において、この言葉を取り上げている。記事では、Tumblrに作品を投稿したアーティストに継続的にハラスメントを行ったユーザーが例に出されており、「この嫌がらせの結果は暗澹たるもので、アーティストが自殺未遂までしていて、少なくとも10人のユーザーが警察に通報され、確認されただけで1人の逮捕者が出た」という。

#### ゲーム
2014年5月、この言葉がタイトルとコンセプトに取り入れられたパロディ的なロールプレイング・ゲーム「ソーシャル・ジャスティス・ウォリアー」が発売された。このゲームを開発したのはノンアカデミカル・クリエイティヴ社で、人種差別的であったり挑発的なコメントをする「荒らし」とインターネット上で討論するというコンセプトである。荒らしには、様々なリプライを選択して「君のロジックで相手の主張をばらばらにする」こともできるし、荒らしのコメントを拡散して他人に攻撃させたり、人格そのものを攻撃させることもできる。プレイヤーは、「ソーシャル・ジャスティス・ドルイド」などの職業（キャラクタークラス）を選択することができ、ゲームを進めるとプレイヤーの「正気」と「評判」のパラメーターが変化する。クリエイターのエリック・フォードは「クリティカル・シンキングを涵養するゲームとしてデザインした」と語っており、「人種差別的だったり性的だったりする攻撃的な言辞がオンライン上に現れるべきではないと言う考えを提示する意図はない。このゲームは、いかに効果的な思考をするかというクリティカル・シンキングの勧めであり、現実のソーシャル・ジャスティス・ウォリアーと対峙するときになるべく負担感をなくすことが目的である」という。